# Liste der Monuments historiques in Courpiac
Die Liste der Monuments historiques in Courpiac führt die Monuments historiques in der französischen Gemeinde Courpiac auf.

## Liste der Bauwerke
| Bezeichnung          | Beschreibung              | Standort | Kennzeichnung | Schutzstatus | Datum | Bild           |
| -------------------- | ------------------------- | -------- | ------------- | ------------ | ----- | -------------- |
| Friedhofskreuz       | Erbaut im 16. Jahrhundert | (Lage)   | PA33000040    | Classé       | 2004  | weitere Bilder |
| Kirche St-Christophe | Erbaut im 12. Jahrhundert | (Lage)   | PA00083526    | Classé       | 2004  | weitere Bilder |

## Liste der Objekte
| Bezeichnung                  | Beschreibung           | Standort                           | Kennzeichnung | Schutzstatus | Datum | Bild |
| ---------------------------- | ---------------------- | ---------------------------------- | ------------- | ------------ | ----- | ---- |
| Taufbecken                   | Stein, 12. Jahrhundert | in der Kirche St-Christophe (Lage) | PM33000472    | Classé       | 1908  |      |
| Glocke                       | Bronze, 1653 gegossen  | in der Kirche St-Christophe (Lage) | PM33000500    | Classé       | 1942  |      |
| Bas-Relief: Kreuzigungsszene | Stein, 14. Jahrhundert | in der Kirche St-Christophe (Lage) | PM33000474    | Classé       | 1971  |      |